# Medalla de Donante de Sangre
La Medalla de la Hermandad de Donantes de Sangre de la Seguridad Social es el nombre de una distinción civil española que tiene por objeto premiar a los donantes de sangre por la constancia en el ejercicio de esta actividad altruista o a las personas que colaboran con esta entidad como particulares o miembros de honor de la misma. Esta medalla se encuentra descrita en el Reglamento de Honores y Distinciones de la Hermandad de Donantes de Sangre de la Seguridad Social, que fue establecido por su Asamblea General el 19 de junio de 1983.

## Grados
La Medalla de la Hermandad de Donantes de Sangre de la Seguridad Social cuenta con cuatro categorías, son las siguientes: 
- Medalla de Oro de Donante
- Medalla de Plata de Donante
- Medalla de Oro de Colaborador
- Medalla de Plata de Colaborador

La Medalla de Oro de Donante posee como insignia una medalla circular de tres centímetros de diámetro, realizada en metal dorado. En su anverso, esmaltado casi en su totalidad, figura el emblema de la Hermandad de Donantes de la Seguridad Social que consiste en una cruz griega de color azul con sus brazos gruesos acompañada de una gota de sangre situada sobre su brazo inferior. Este emblema se encuentra reproducido dentro de un escudo heráldico de plata o de argén (blanco en terminología heráldica) y con la forma característica el blasón español. El escudo con el emblema está timbrado con la corona real española y rodeado por una corona de laurel. En la parte más próxima al borde de la medalla puede leerse la leyenda “De todos y para todos” escrita en letras doradas sobre fondo blanco. En el reverso, liso aparece grabada la inscripción “Hermandad de Donantes de Sangre”. La insignia se porta sujeta de una cinta blanca, con una franja central con los colores de la bandera de España, siendo el grosor de esta inferior al tercio del total. La Medalla de Oro del Donante se entrega por haber realizado 20 donaciones.
Cuando las donaciones llegan a 30 o 40 se entrega una placa plateada, a modo de pasador o barra de medalla, en la que figuran grabados estos números y que se coloca sobre la cinta.
La Medalla de Plata de Donante posee como insignia una medalla circular de tres centímetros de diámetro, realizada en metal plateado. En su anverso, esmaltado casi en su totalidad, figura el emblema de la Hermandad de Donantes de la Seguridad Social que consiste en una cruz griega de color azul con sus brazos gruesos acompañada de una gota de sangre situada sobre su brazo inferior. Este emblema se encuentra reproducido dentro de un escudo heráldico de plata o de argén (blanco en terminología heráldica) y con la forma característica el blasón español. El escudo con el emblema está timbrado con la corona real española y rodeado por una corona de laurel. En la parte más próxima al borde de la medalla puede leerse la leyenda “De todos y para todos” escrita en letras doradas sobre fondo blanco. En el reverso, liso aparece grabada la inscripción “Hermandad de Donantes de Sangre”. La insignia se porta sujeta de una cinta blanca, con una franja central con los colores de la bandera de España, siendo el grosor de esta inferior al tercio del total. La Medalla de Plata del Donante se entrega por haber realizado 12 donaciones.
La Medalla de Oro de Colaborador posee como insignia una medalla circular de tres centímetros de diámetro, realizada en metal dorado. En su anverso, esmaltado casi en su totalidad, figura el emblema de la Hermandad de Donantes de la Seguridad Social que consiste en una cruz griega de color azul con sus brazos gruesos acompañada de una gota de sangre situada sobre su brazo inferior. Este emblema se encuentra reproducido dentro de un escudo heráldico de plata o de argén (blanco en terminología heráldica) y con la forma característica el blasón español. El escudo con el emblema está timbrado con la corona real española y rodeado por una corona de laurel. En la parte más próxima al borde de la medalla puede leerse la leyenda “De todos y para todos” escrita en letras doradas sobre fondo blanco. En el reverso, liso aparece grabada la inscripción “Hermandad de Donantes de Sangre”. La insignia se porta sujeta de una cinta verde, con una franja central con los colores de la bandera de España, siendo el grosor de esta inferior al tercio del total. Se otorgan a personas que colaboran con la Hermandad de Donantes de Sangre de la Seguridad Social o miembros de honor de la misma cuando hayan prestado una ayuda de gran alcance relacionada con la atracción de nuevos donantes, organización, promoción y otras tareas relacionas con la hemodonación.
La Medalla de Plata de Colaborador posee como insignia una medalla circular de tres centímetros de diámetro, realizada en metal plateado. En su anverso, esmaltado casi en su totalidad, figura el emblema de la Hermandad de Donantes de la Seguridad Social que consiste en una cruz griega de color azul con sus brazos gruesos acompañada de una gota de sangre situada sobre su brazo inferior. Este emblema se encuentra reproducido dentro de un escudo heráldico de plata o de argén (blanco en terminología heráldica) y con la forma característica el blasón español. El escudo con el emblema está timbrado con la corona real española y rodeado por una corona de laurel. En la parte más próxima al borde de la medalla puede leerse la leyenda “De todos y para todos” escrita en letras doradas sobre fondo blanco. En el reverso, liso aparece grabada la inscripción “Hermandad de Donantes de Sangre”. La insignia se porta sujeta de una cinta verde, con una franja central con los colores de la bandera de España, siendo el grosor de esta inferior al tercio del total. Se otorgan a personas que colaboran con la Hermandad de Donantes de Sangre de la Seguridad Social o miembros de honor de la misma cuando hayan prestado una ayuda de gran alcance relacionada con la atracción de nuevos donantes, organización, promoción y otras tareas relacionas con la hemodonación.
Junto con las medallas, la Hermandad de Donantes de Sangre de la Seguridad Social entrega otras distinciones, entre ellas destacan la Mención y el Corbatín de Honor.

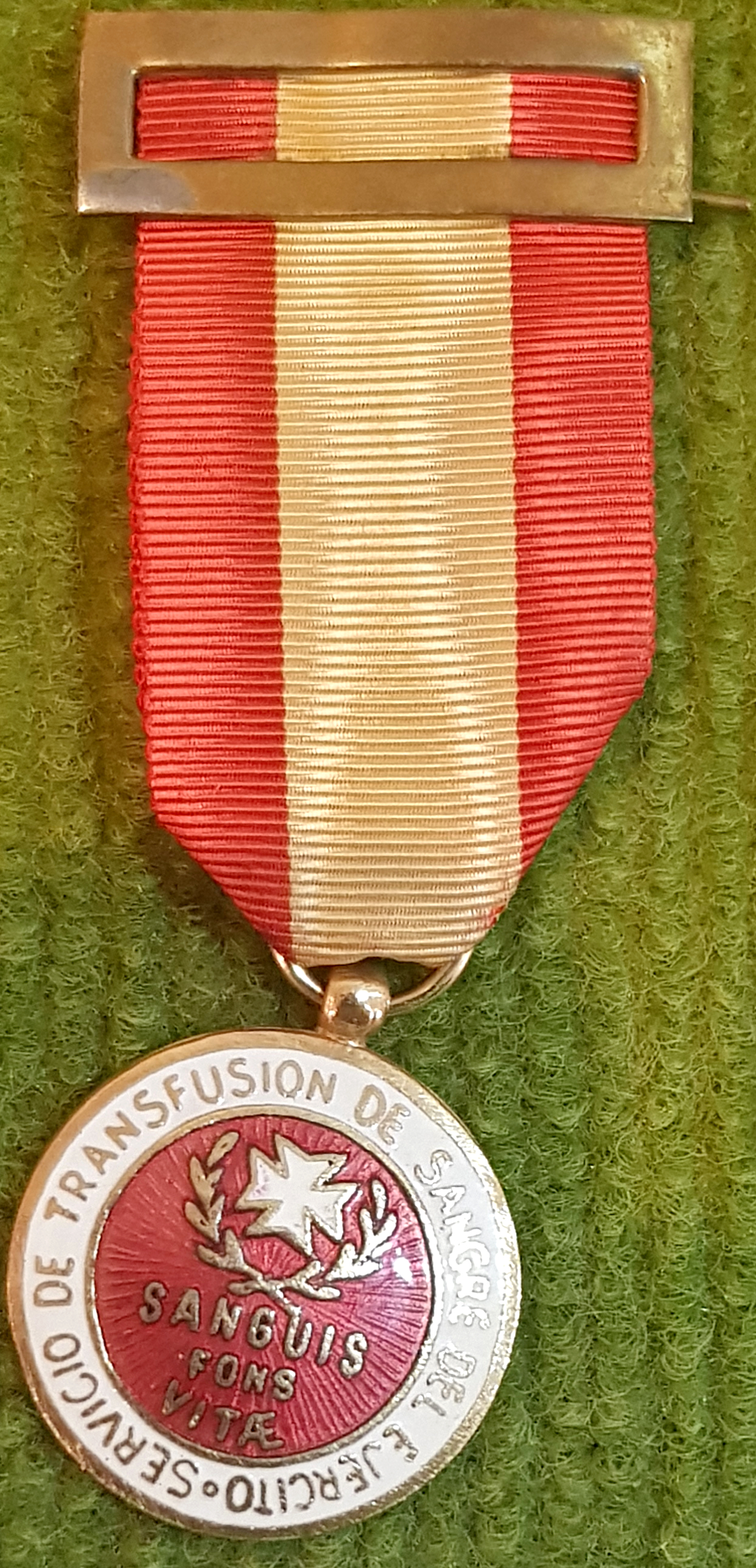
Medalla de Donante del Ejército.

El Ejército de Tierra Español contó una Medalla de Donante propia que estuvo vigente desde el año 1937 hasta 1989, año en que fue derogada por la disposición adicional primera de la Ley 17/1989, de 19 de julio, Reguladora del Régimen del Personal Militar Profesional. Desde 1967, la Cruz Roja Española también disponía de su propia Medalla de Donante aunque, como en el caso anterior, ha sido abolida.
En el año 2018 se crea la Asociación Nacional de Donantes de las Fuerzas y Cuerpos Armados de España, A.N.D.F.C.A.E., que agrupa a los donantes pertenecientes a los colectivos que prestan su servicio ordinario a la ciudadanía con la obligación de portar armas. Por analogía y, y por motivos históricos, se incluyen los colectivos que han formado parte anteriormente de las FAS, o que participan en las misiones encomendadas al resto de los cuerpos miembros, así como a los familiares de todos ellos. Pueden ser miembros las personas que pertenezcan o hayan pertenecido al Cuerpo Nacional de Policía, Fuerzas Armadas, Guardia Civil, Policías Locales y Municipales, Reservistas Voluntarios, Servicio de Vigilancia Aduanera, Cruz Roja, o la Sociedad de Salvamento y Seguridad Marítima (Salvamento Marítimo), siendo esta una lista no exclusiva. Recogiendo el testigo histórico de las asociaciones ya señaladas en el artículo, A.N.D.F.C.A.E. concede la Cruz y la Medalla al Mérito y Reconocimiento como Donante, teniendo la medalla tres categorías (oro, plata, y bronce).

## Desposesión de distinciones
El agraciado con cualesquiera de las categorías que haya sido sentenciado por la comisión de un delito doloso o pública y notoriamente haya incurrido en actos contrario a las razones determinantes de la concesión de la distinción podrá, en virtud de expediente iniciado de oficio o por denuncia motivada, y con intervención del Fiscal de la Real Orden, ser desposeído del título correspondiente a la distinción concedida, decisión que corresponde a quien la otorgó.